# Nates
Nates es una localidad del municipio de Voto (Cantabria, España). En el año 2023 contaba con una población de 129 habitantes (INE). La localidad se encuentra a 150 metros de altitud sobre el nivel del mar, y a 4,5 kilómetros de la capital municipal, Bádames.

## Núcleo de Susvilla
Antigua villa asociada a Nates, situada al sur de este núcleo. Es el lugar de procedencia del apellido Susvilla. En documentación antigua se menciona la expresión "Nates y su villa", a partir de cuya contracción se cree que pudo crearse el topónimo "Susvilla", a veces escrito "Survilla", por lo que también se especula que pueda significar "villa al sur de Nates". Se cree que tuvo cierta importancia, ya que al contrario que otros lugares y barrios de Voto poseyó iglesia propia, la de Nuestra Señora de Susvilla.
La construcción de dicha iglesia se inició en 1569 por los arquitectos Juan y Pedro de Nates, con torre campanario de Juan de Casanueva. La torre se desmoronó poco después y nunca más se reconstruyó. Recientemente, con motivo de reurbanizar la plaza aledaña a la iglesia, se ha descubierto la antigua pila bautismal de la misma.
- Datos: Q6038615